# Nitty Gritty Dirt Band
La Nitty Gritty Dirt Band è un gruppo musicale country, folk e rock statunitense, formatosi nel 1966 a Long Beach in California e tuttora attivo. Oggi i componenti sono: Bob Carpenter (chitarra, voce); Jimmie Fadden (batteria, armonica a bocca, voce); Jeff Hanna (tastiere, fisarmonica); John McEuen (banjo, chitarra, mandolino, fiddle). Negli anni la band ha visto l'alternarsi di altri quattordici musicisti, ma degli attuali solo Hanna e Fadden sono tra i fondatori.
Tra il 1976 e il 1981 si sono fatti chiamare semplicemente The Dirt Band.
Il brano più celebre è la loro versione di Mr. Bojangles, nota canzone di Jerry Jeff Walker.

## Discografia

### Album
- 1967 – The Nitty Gritty Dirt Band
- 1967 – Ricochet
- 1968 – Rare Junk
- 1969 – Alive!
- 1970 – Uncle Charlie & His Dog Teddy
- 1972 – All the Good Times
- 1972 – Will the Circle Be Unbroken
- 1974 – Stars & Stripes Forever
- 1975 – Symphonion Dream
- 1977 – The Dirt Band
- 1979 – An American Dream
- 1980 – Make a Little Magic
- 1981 – Jealousy
- 1983 – Let's Go
- 1984 – Plain Dirt Fashion
- 1985 – Partners, Brothers and Friends
- 1987 – Workin' Band
- 1989 – The Rest of the Dream
- 1991 – Not Fade Away
- 1999 – Bang, Bang, Bang
- 2004 – Welcome to Woody Creek
- 2009 – Speed of Life
- 2022 – Dirt Does Dylan